# 土垠県 (北京市)
土垠県（どぎん-けん）は中華人民共和国北京市にかつて設置された県。現在の密雲区北東部に位置する。
448年（太平真君9年）、南北朝時代の北魏により現在の河北省承徳市一帯に設置された。539年（元象2年）、東魏により現在の密雲区北東部に遷されている。北斉により廃止され、管轄区域は密雲県に統合された。